# Subrahmanyan Chandrasekhar
Subrahmanyan Chandrasekhar [subramánjan čándrasekar] (tamilsko சுப்பிரமணியன் சந்திரசேகர்), FRS,indijsko-ameriški fizik, astrofizik in matematik, * 19. oktober 1910, Lahore, Britanska Indija, (sedaj Pakistan), † 21. avgust 1995, Chicago, Illinois, ZDA.

## Življenje in delo
Chandrasekhar je bil nečak nobelovca Čandrasekare Venkate Ramana. Prvo diplomo je dobil na Kolidžu Presidency na Univerzi v Madrasu leta 1929. Leta 1930 se je kot 19-letni študent vkrcal na ladjo za Anglijo, da bi začel podiplomski študij na Univerzi v Cambridgeu. Na dolgi plovbi si je krajšal čas z raziskovanjem teorije belih pritlikavk, ki jo je leta 1926 izdelal Ralph Howard Fowler. Do pristanka ladje je v glavnem končal teorijo, ki mu je 53 let kasneje prinesla Nobelovo nagrado za fiziko.
Doktoriral je leta 1933 na Kolidžu Trinity v Cambridgeu, kjer je ostal do leta 1937. Kmalu zatem se je preselil v Chicago, kjer je delal na Univerzi več kot 50 let. Leta 1938 je postal pomožni profesor astrofizike.
Leta 1953 je postal ameriški državljan.
Raziskoval je notranjo zgradbo in razvoj zvezd. Veliko se je ukvarjal s sevanjem, prenosom toplote in energije v zvezdnih atmosferah in konvekcijo na Sončevi površini. Leta 1934 je odkril spodnjo mejo za belo pritlikavko, ki se imenuje po njem, Chandrasekharjeva meja. Bil je dolgo časa v sporu z Eddingtonom.
Skupaj z Williamom Alfredom Fowlerjem iz Caltecha je leta 1983 prejel Nobelovo nagrado za fiziko za teorijo razvoja zvezd. Napisal je mnoge odlične knjige o tako različnih področjih fizike kot so hidrodinamika, teorija relativnosti in prenos energije s sevanjem. Leta 1939 je izdal Uvod v študij zgradbe zvezd (An Introduction to the Study of Stellar Structure), leta 1942 Načela dinamike zvezd (Principles of Stellar Dynamics), leta 1950 Prenos sevanja (Radiative Transfer), leta 1961 Hidrodinamska in hidromagnetna stabilnost (Hydrodynamic and Hydromagnetic Stability). Poskušal je razviti matematično teorijo črnih lukenj in jo leta 1983 opisal v svojem delu Matematična teorija črnih lukenj (The Mathematical Theory of Black Holes). Leta 1987 je izdal knjigo Resnica in lepota: estetika in spodbude v znanosti (Truth and Beauty: Aestetics and Motivations in Science).
150 predlogov o gravitaciji iz Newtonovih Matematičnih načel naravoslovja je predelal v obliko, ki ji lahko sledi današnji fizik. Leta 1995 jih je izdal v knjigi z naslovom Newtonova Načela za vsakogar (Newton's Principia for the Common Reader).

## Priznanja
Leta 1953 je dobil naziv zaslužnega profesorja astrofizike Mortona Denisona Hulla.

### Nagrade
Leta 1949 mu je za izredne znanstvene dosežke na področju astronomije Ameriško astronomsko društvo podelilo lektorat Henryja Norrisa Russlla. Leta 1952 je prejel medaljo Bruceove.
Leta 1953 mu je Kraljeva astronomska družba (RAS) podelila zlato medaljo. Leta 1962 je prejel kraljevo medaljo Kraljeve družbe, leta 1971 medaljo Henryja Draperja, leta 1974 Heinemanovo nagrado za matematično fiziko in leta 1984 Copleyjevo medaljo Kraljeve družbe.

### Poimenovanja
Po njem se imenuje tudi asteroid 1958 Chandra.
NASA je leta 1999 po njem imenovala tretjega izmed svojih velikih observatorijev. Ime je zmagalo po 6000-tih glasovih iz petdesetih ameriških zveznih držav in 61 držav. Rentgenski observatorij Chandra (CXO) je v Zemljino tirnico ponesel raketoplan Columbia 23. julija 1999.